# Carmi (Illinois)
Carmi város az USA Illinois államában. Lakosainak száma 4865 fő (2020. április 1.).

## Népesség
A település népességének változása:

| 2010 | 5 240 |
| 2020 | 4 865 |